# Người Kalash
Người Kalash (tiếng Kalash: Kaĺaśa, Nuristan: Kasivo) là một dân tộc Ấn-Arya cư ngụ tại huyện Chitral của tỉnh Khyber Pakhtunkhwa tại Pakistan. Họ nói tiếng Kalash, một ngôn ngữ Dard trong nhánh Ấn-Arya. Họ được xem là một dân tộc đặc biệt tại Pakistan, và cũng là cộng đồng tôn giáo nhỏ nhất tại đây.
Những tộc người Nuristan của vùng Nuristan lân cận (về mặt lịch sử từng được gọi là Kafiristan) của Afghanistan từng theo một dạng Hindu giáo cổ, tương đồng với của người Kalash. Vào cuối thế kỷ 19, đa phần cư dân Nuristan đã cải đạo sang Hồi giáo, dù một số vẫn tiếp tục duy trì tập quán xưa. Qua năm tháng, Nuristan đã trở thành nơi diễn ra nhiều hoạt động quân sự, dẫn đến cái chết của nhiều nhiều người Nuristan tại đây, cũng như sự nhập cư của người Afghan từ phần còn lại của Afghanistan. Người Kalash vẫn duy trì những tập quán tôn giáo của riêng họ.

## Đặc trưng
Bộ tộc ít người Kalasha có làn da trắng, đôi mắt xanh biếc, khác biệt hoàn toàn với người bản địa, trong khi người Pakistan cùng hầu hết các bộ tộc ở đất nước này có màu da ngăm, đen. Nhiều người còn có đôi mắt xanh biếc như người châu Âu. Họ nói ngôn ngữ cũng riêng biệt, đặc trưng vùng Ấn-Iran. Họ được biết đến là bộ tộc có AND hiếm có. AND của họ không giống của người châu Âu, nhưng bộ dạng của họ quả thực khó phân biệt với người châu Âu. Theo truyền thuyết, họ là hậu duệ của đội quân của Alexandre Đại đế. Đội quân này đi qua vùng Pakistan, sống với phụ nữ bản địa, và để lại hậu duệ giống hệt người châu Âu hiện đại. Tuy nhiên, họ không có tính cách thiện chiến của tổ tiên, mà là những người sống giản dị, yêu đời, yêu hòa bình, rất lạc quan.

## Đời sống
Họ được coi là bộ tộc hạnh phúc nhất hành tinh, nhưng lại hiếm khi gặp một phụ nữ Kalasha nở nụ cười. Đặc biệt, họ càng ít cười khi gặp đàn ông. Hình thức bên ngoài của các cô gái Kalasha rất xinh đẹp, rạng ngời, thậm chí là quý phái, song thực tế, họ rất vất vả, thậm chíu nghèo đói. Họ là những nông dân, hàng ngày chật vật với miếng ăn. Đàn ông chăn nuôi, chủ yếu là chăn dê ở trong rừng, còn phụ nữ quán xuyến gia đình, trồng trọt, lấy củi.
Ngôi nhà của họ cũng đặc trưng, được làm bằng gỗ, xếp bằng đá. Những ngôi nhà nằm bên vách đá, thậm chí được khoét sâu vào trong núi. Bộ tộc Kalasha có nhiều phong tục lạ. Trong làng có một ngôi nhà lớn, rất đặc trưng, gọi là bashelini, là nơi trú ngụ bắt buộc của những phụ nữ có kinh, kể cả khi đã có chồng, con. Phụ nữ phải ở trong ngôi nhà này cho đến hết kỳ kinh. Đây cũng là ngôi nhà mà phụ nữ đến để sinh đẻ. Khi nào đẻ xong, thì phải thực hiện một nghi lễ quan trọng, có tên là tinh khiết. Người chồng đóng vai trò quan trọng trong nghi lễ này, giúp vợ rửa sạch thể xác lẫn tâm hồn. Thực hiện xong nghi lễ, họ mới được bế con về nhà.
Mặc dù sinh sống ở đất nước rất hà khắc về hôn nhân, tình dục và bất bình đẳng, nhưng người Kalasha lại hoàn toàn ngược lại. Họ coi trong tự do hôn nhân, và rất thoáng trong chuyện tình dục. Đôi trai gái nào thích nhau, họ sẽ quan hệ tình dục thoải mái, mà không chịu sự quản lý hoặc ràng buộc đạo đức nào. Họ tự do kết hôn và không hợp thì lập tức bỏ nhau để đi tìm đối tượng mới. Khi vợ chồng chưa bỏ nhau, mà người phụ nữ thích người đàn ông khác, thì họ có quyền bỏ trốn khỏi gia đình, đi theo người đàn ông kia, mà không chịu sự chỉ trích nào.

## Lễ hội
Mặc dù sống trong khu vực Hồi giáo chiếm đa số nhưng những người dân Kalasha không theo tôn giáo này, vì vậy lễ hội của họ cũng mang bản sắc rất khác so với các lễ hội ở Pakistan. Những ngày nghỉ lễ tết là một phần không thể thiếu được trong đời sống của người Kalasha vì trong dịp này, các cô gái sẽ thể hiện những điệu hát, nhảy tập thể vô cùng hào hứng. Việc bỏ trốn gia đình đi theo người đàn ông khác thậm chí đã trở thành nét văn hóa trong một lễ hội có tên Joshi. Lễ hội Joshi vào tháng 5 hàng năm là một trong những lễ hội lớn nhất của người Kalasha.

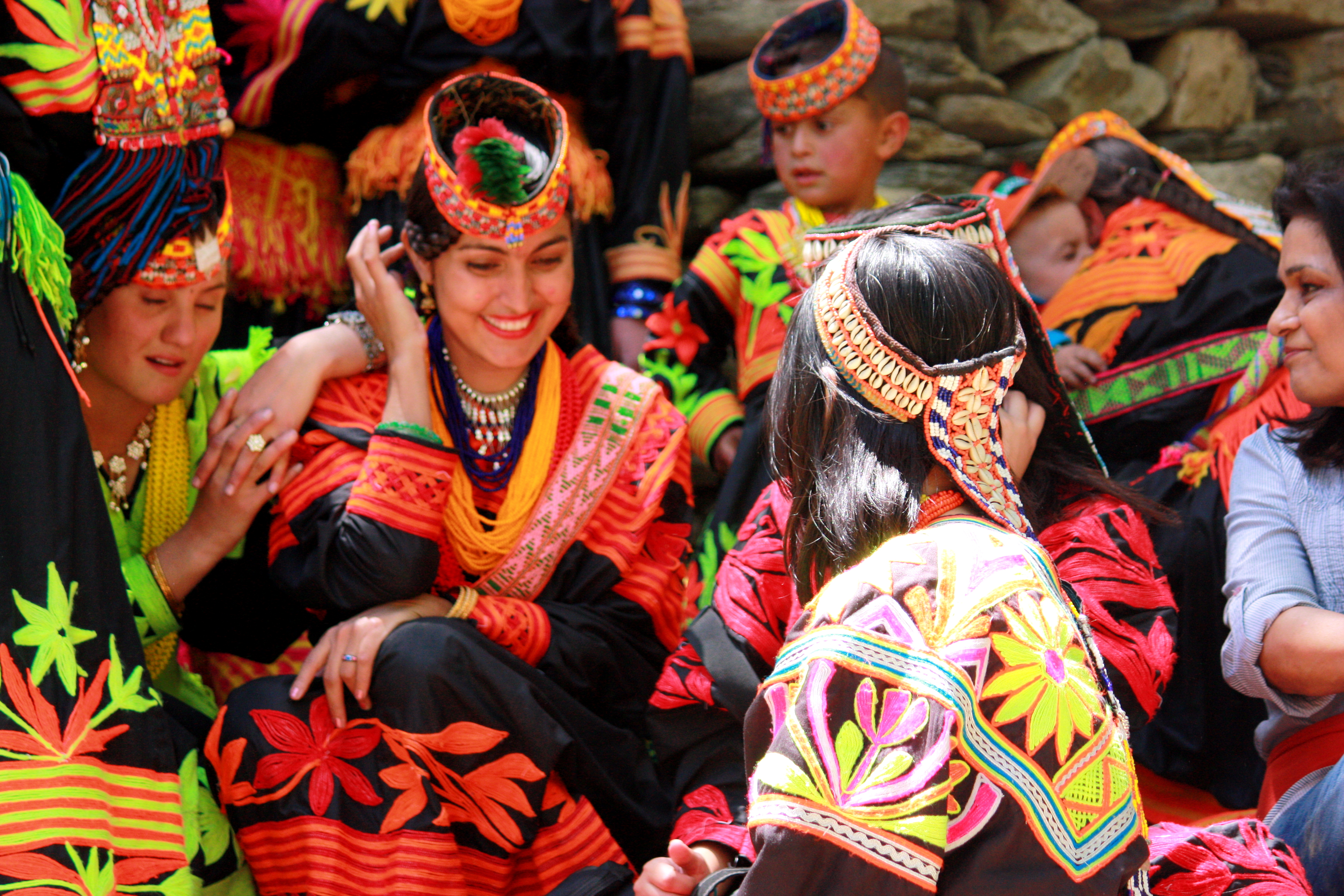
Phụ nữ trong lễ hội

Vào ngày này, phụ nữ cùng nhau hát hò, nhảy múa, trong khi đó, những người đàn ông sẽ đánh trống, thổi sáo, vỗ tay cổ vũ cho họ. Nhảy múa cũng là một trong những cách chúc mừng của họ vào mỗi dịp lễ hay ngày kỉ niệm. Vào ngày lễ Chaumos, được tổ chức trong vòng 10 ngày liên tục ở thời điểm đông chí (giữa tháng 12), những người đàn ông trong làng sẽ làm bánh mì hình con dê.Trong khi đó, người phụ nữ sẽ hát những ca khúc truyền thống ca ngợi thần Balomain. Người Kalasha tin rằng, những bài hát như là lời mời các vị thần linh ghé xuống ngôi làng và ban phước lành cho họ. Dù còn nhiều khó khăn và nghèo đói vây quanh, cuộc sống của những người Kalasha vẫn tràn ngập tiếng cười và điệu nhảy.
Tại lễ hội này, phụ nữ có thể tìm người tình ngoài chồng. Tuy vậy, nếu người tình mới muốn lấy người phụ nữ đã có chồng, thì phải thực hiện thủ tục bồi hoàn. Theo đó, người phụ nữ này sẽ viết một lá thư, thông báo với người tình mới về tình trạng hôn nhân của mình, cùng việc bồi hoàn lễ vật.Nếu người chồng cũ từng bỏ sính lễ 1 con bò để cưới vợ, thì người tình mới phải trả cho chồng cũ của người phụ nữ này 2 con bò, nếu muốn làm chồng của cô. Nếu không có 2 con bò, thì họ chỉ có thể hẹn hò với nhau, chứ không được công nhận là vợ chồng chính thức. Nếu chú rể mới không hoàn lại lễ vật gấp đôi, thì giữa các gia tộc sẽ xảy ra mâu thuẫn. Gia tộc các bên sẽ họp bàn, và tìm cách giải quyết trong hòa bình. Điều này với người phương Tây không còn xa lạ nhưng đối với một đất nước với 95% là người Hồi giáo - nơi có những bộ luận được cho là vô cùng khắt khe và nghiêm khắc như Pakistan, quả thực quan niệm trên là một bước tiến đáng kể.